# Albersbach (Reichenbach-Steegen)
Albersbach ist ein Ortsteil der Ortsgemeinde Reichenbach-Steegen im Landkreis Kaiserslautern in Rheinland-Pfalz. Bis 1974 war er eine selbständige Gemeinde.

## Lage
Albersbach liegt im Nordpfälzer Bergland im Nordosten der Ortsgemeinde 293 Meter über dem Meeresspiegel. Der Ort ist mit dem Ortsteil Reichenbach baulich zusammengewachsen, sodass eine räumliche Trennung mittlerweile nicht mehr möglich ist. Am südwestlichen Rand des Siedlungsgebiets verläuft in Ost-West-Richtung der namensgebende Albersbach, der nach einem Kilometer von links in den Reichenbach mündet. Albersbach ist hauptsächlich von landwirtschaftlich genutzten Flächen umgeben. Südlich des Ortes erstreckt sich ein Waldgebiet.

## Geschichte
Der Name des Ortes Albersbach stammt wahrscheinlich von einem Bach, der nach einer Person namens Alb oder Albolf benannt wurde. In einem Bewittungsbrief, einer Absicherung der Ehefrau im Falle der Witwenschaft, für seine Frau wird Albersbach von Graf Friedrich II. von Veldenz 1393 zum ersten Mal urkundlich erwähnt.
Von 1798 bis 1814, als die Pfalz Teil der Französischen Republik (bis 1804) und anschließend Teil des Napoleonischen Kaiserreichs war, war der Ort in den Kanton Wolfstein eingegliedert. 1815 wurde der Ort Österreich zugeschlagen. Bereits ein Jahr später wechselte der Ort wie die gesamte Pfalz in das Königreich Bayern. Von 1818 bis 1862 war Albersbach – weiterhin zum Kanton Wolfstein gehörend – dem Landkommissariat Kusel an; aus diesem ging das Bezirksamt Kusel hervor. Im Jahr 1840 hatte der Ort 25 Häuser und 164 Einwohner. Er wurde als evangelisches Dorf bezeichnet und war der Pfarrei Reichenbach zugeordnet.
1928 hatte Albersbach 135 Einwohner, die in 23 Wohngebäuden lebten. Sowohl die Protestanten als auch die Katholiken gehörten seinerzeit zur Pfarrei Reichenbach. Ab 1939 war der Ort Bestandteil des Landkreises Kusel. Nach dem Zweiten Weltkrieg wurde Albersbach innerhalb der französischen Besatzungszone Teil des damals neu gebildeten Landes Rheinland-Pfalz.
Im Zuge der ersten rheinland-pfälzischen Verwaltungsreform wechselte der Ort am 7. Juni 1969 in den Landkreis Kaiserslautern, drei Jahre später wurde er der neu gebildeten Verbandsgemeinde Weilerbach zugeordnet. Zum 16. März 1974 wurde Albersbach in die 1969 neu gebildete Gemeinde Reichenbach-Steegen, die aus Zusammenschluss von Reichenbach und Reichenbachsteegen entstanden war, eingemeindet.

## Kultur
Einziges Kulturdenkmal vor Ort ist eine im Jahr 1805 errichtete Hofanlage in der Albersbacher Straße 45. In Albersbach existieren der 1980 gegründete Heimatverein und der Gesangverein von 1886. Zeitweise gab es vor Ort einen 1933 gegründeten Schützenverein sowie einen Obst- und Gartenbauverein.

## Infrastruktur
Der Ort besteht lediglich aus vier Straßen. Albersbach gehört seit 1969 zum Gerichtsbezirk des Amtsgerichts Kaiserslautern; vor dem Kreiswechsel im Jahr 1969 war das Pendant in Lauterecken zuständig.